# 塔柴·林潘亞庫
塔柴·林潘亞庫（羅馬化：Tatchai Limpanyakul，2005年4月10日—），小名Phutatchai，是一名泰國男歌手。現為SONRAY MUSIC旗下男團BUS的成員。

## 早期經歷
塔柴·林潘亞庫於2005年4月10日出生於泰國曼谷。為家中長子，弟弟Peem Thanat（Peem）是同為冰球運動員及SONRAY MUSIC旗下練習生。
畢業於曼谷聖安德魯斯國際學校。現就讀泰國國立法政大學哲學、政治學及經濟學學士學位。身高183公分、體重62公斤。
塔柴·林潘亞庫從7-8歲起接觸運動，經常在冰場看長輩打冰球，引起興趣而嘗試。 12歲開始接受專業訓練，後來加入了泰國國家青少年冰球隊。他亦在14歲學校放假期間開始上聲樂課。

## 演藝經歷

### 2019年-2022年：POP IDOL、練習生
2019年2月13日，宣佈為男女混合計畫組合POP IDOL其中一員，並於2月24日發行單曲《อยากให้เป็นเธอ》，正式以個人身份出道。同年6月，該組合亦已解散。

### 2023年至今
2023年8月，隨著節目播出，最後在總決賽獲得第四名的佳績，成為男團BUS其中一員。12月6日，發佈首支團隊歌曲《Because of You, I Shine》正式以男團身份出道。
2024年4月28日，確定為BUS5小分隊其中一員，其後亦推出歌曲《Brother zone》。

## 音樂作品

### 單曲
| 年份   | 歌名           | 合作藝人   | 備註                 |
| ------ | -------------- | ---------- | -------------------- |
| 2019年 | อยากให้เป็นเธอ   | POP lDOL   | -                    |
| 2023年 | LIMIT BREAK 24 | 全體參賽者 | 《789 Survival》單曲 |
| 2023年 | THIS TIME      | 全體參賽者 | 《789 Survival》單曲 |
| 2023年 | BLIND SPOT     | BUS        | 《789 Survival》單曲 |
| 2023年 | ROAD TRIP      | BUS        | 《789 Survival》單曲 |
| 2023年 | FORGET ME NOT  | BUS        | 《789 Survival》單曲 |

## 影視作品

### 綜藝節目
| 年份   | 名稱             | 播放平台 | 備註   |
| ------ | ---------------- | -------- | ------ |
| 2023年 | 《789 Survival》 | One 31   | 參賽者 |

## 外部連結
- 塔柴·林潘亞庫的Instagram帳戶
- 塔柴·林潘亞庫的X（前Twitter）